# Mossos d’Esquadra

Logo der Mossos d’Esquadra

Die Mossos d’Esquadra (deutsch: Geschwaderjungs) ist die Regionalpolizei der spanischen Region Katalonien. Umgangssprachlich wird sie auch abgekürzt Mossos (katalanisch: Jungs) genannt. Sie ist Europas älteste Zivilpolizei.

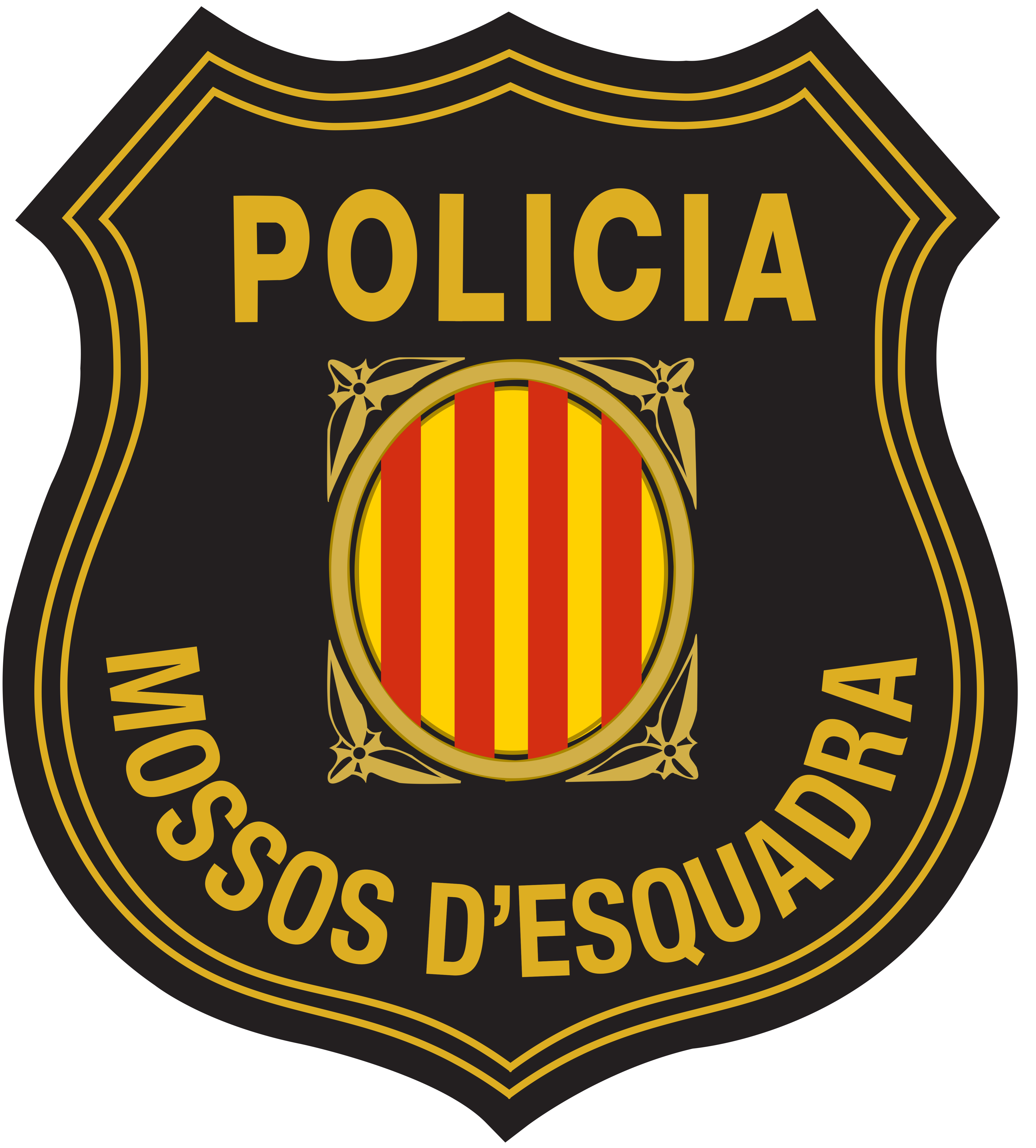

## Geschichte

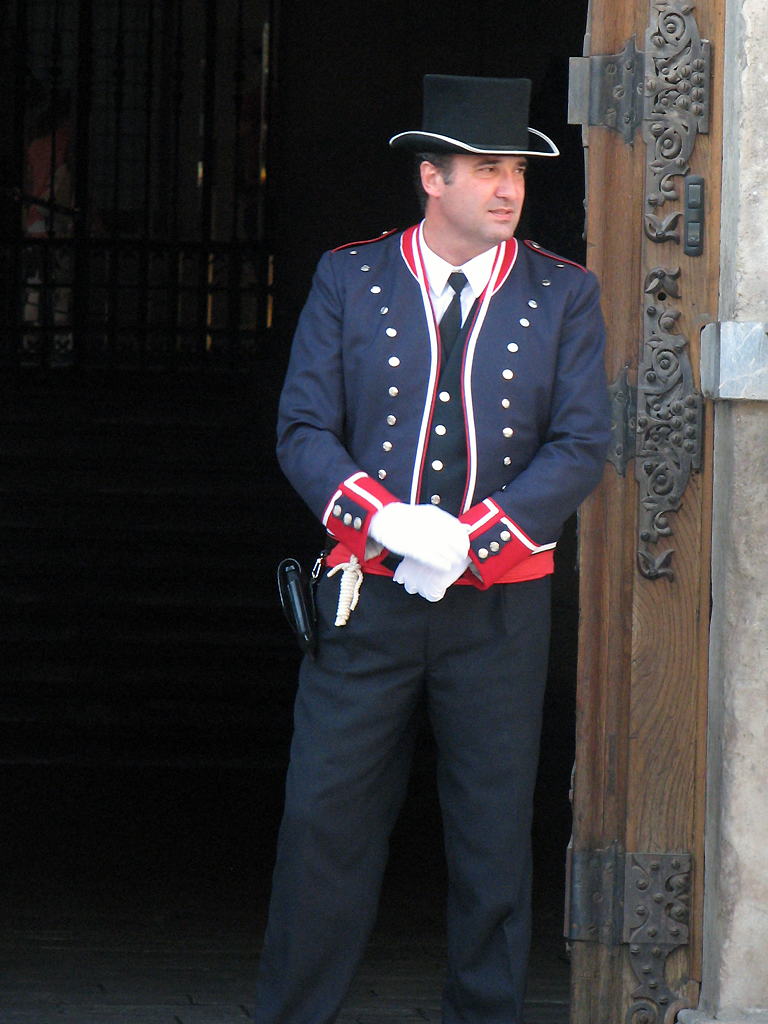
Mosso d’Esquadra in Gala-Uniform

Die Mossos d’Esquadra wurden 1721 von Pere Anton Veciana (1682–1736), dem damaligen Bürgermeister der Stadt Valls (Provinz Tarragona) gegründet. Bis dahin wurde die öffentliche Ordnung regelmäßig durch das Militär aufrechterhalten. Sie war aber nicht mehr gewährleistet, sobald das Militär anderweitig eingesetzt wurde. Erste Aufgabe der Truppe war es, in der Folge des Spanischen Erbfolgekriegs Handelswege und Märkte vor den Angriffen versprengter Anhänger der unterlegenen Habsburger zu sichern. Als Pere Anton Veciana 1736 starb, gab es bereits 126 Mossos in elf Städten Kataloniens. Die Stützpunkte wurden von der jeweiligen Gemeinde unterhalten und waren mit jeweils fünf bis neun Männern besetzt, das Hauptquartier in Valls mit über 20. Die Familie Veciana leitete die Mossos d’Esquadra bis 1836.
In der Zeit des Franquismus existierten die Mozos de Escuadra als etwa 50 Mann starke, eher militärisch ausgerichtete Gruppe, die mit den ursprünglichen Mossos wenig Gemeinsamkeiten hatte. Nach dem Tod Francos und im Zuge der Demokratisierung Spaniens wurden sie im Oktober 1980 wieder der katalanischen Regierung unterstellt. 1983 beschloss man, die Mossos in eine zivile Polizei für die Autonome Gemeinschaft Katalonien umzuwandeln. Anfangs konzentrierten sich die Aktivitäten auf Barcelona, 1984 wurden die ersten Kommissariate in Girona, Lleida und Tarragona eröffnet.

## Übernahme der Exekutivgewalt
Im Zuge der innenpolitischen Umstrukturierung hat die Mossos d’Esquadra seit 1994 schrittweise die Exekutivgewalt im Gebiet der Autonomen Gemeinschaft Katalonien übernommen, die zuvor von der spanischen Policía Nacional wahrgenommen wurde. Dieser Prozess wurde 2008 abgeschlossen, so dass dann nur noch die Terrorismusbekämpfung, die illegale Immigration und einige andere Kompetenzen in den Händen der Policia Nacional und der Guardia Civil verbleiben. Die allgemeinen Polizeiaufgaben werden seitdem im gesamten Katalonien von 14.000 Angehörigen der Mossos d’Esquadra sichergestellt.

## Kritik und Kontroversen

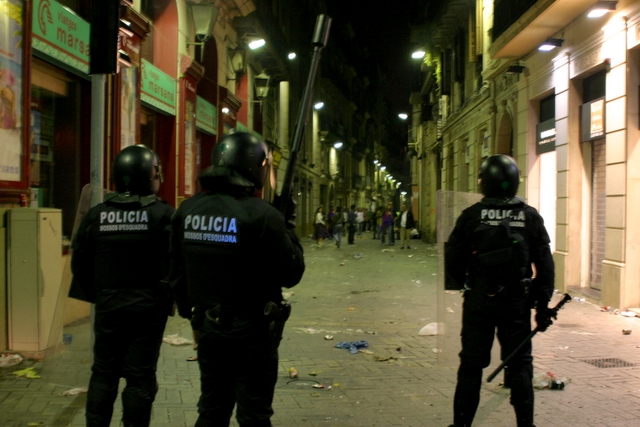
Mosso d’Esquadra beim Einsatz im Zentrum von Barcelona, in der Mitte ein Beamter bewaffnet mit einem Gewehr für Gummigeschosse (54 mm)

Seit der schrittweisen Übernahme der Exekutivgewalt in Katalonien sind die Mossos d’Esquadra mehrfach in die Schlagzeilen der lokalen wie auch der gesamtspanischen Presse geraten. Es gab mehrere Fälle schwerer Misshandlungen und Folterungen, die später in Verurteilungen der entsprechenden Beamten mündeten (Haftstrafen).
Auch das Vorgehen bei Demonstrationen und Massenversammlungen wird regelmäßig als überzogen kritisiert. Besondere Aufmerksamkeit erlangten 2009 mehrere Vorfälle bei Studentenprotesten in Barcelona, in deren Folge der Direktor der Mossos d’Esquadra, Rafael Olmos, entlassen wurde.
Nach den Feiern der Siege des FC Barcelona im Mai 2009 verloren drei Personen durch den Einsatz von Gummigeschossen ein Auge. Allein durch den Einsatz dieser in den meisten Staaten Europas verbotenen Waffe gab es zahlreiche zum Teil schwer Verletzte. Auch der Pressechef der Lokalpolizei (Guardia Urbana) wurde durch die Geschosse verletzt.
Die Mossos d’Esquadra wiesen die Vorwürfe zurück und kündigten an, auch in Zukunft nicht auf den Einsatz von Gummigeschossen zu verzichten. Diese Vorfälle lösten heftige politische und gesellschaftliche Debatten aus.
Zu erneuter Kritik kam es im Mai 2011, als die Mossos d'Esquadra die Proteste der Indignados auflösten, einer spontanen jugendlichen Protestbewegung. Dabei kam es zu über 100 zum Teil schwer Verletzten.

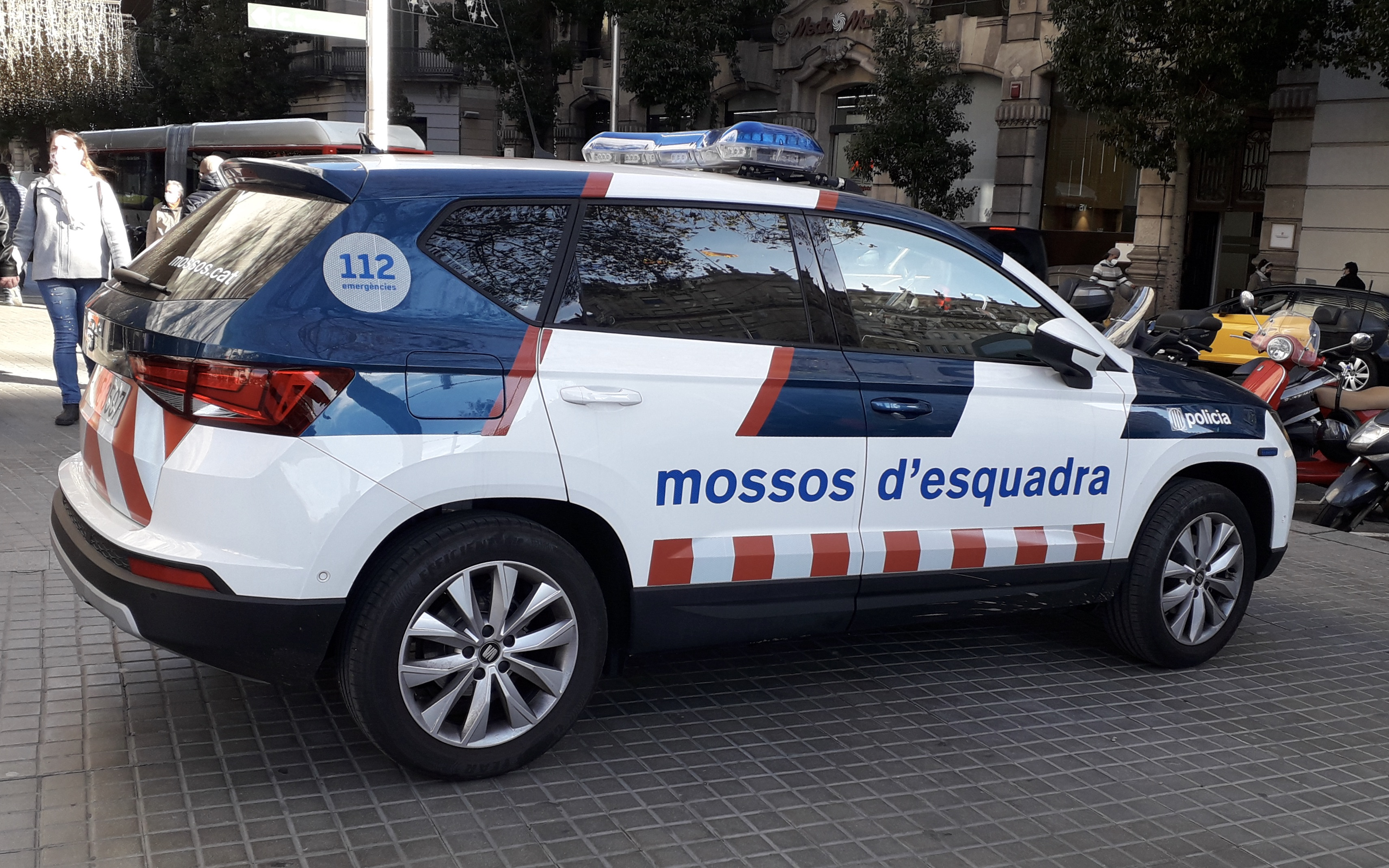
Streifenwagen

Am 1. Oktober 2017, als das Unabhängigkeitsreferendum in Katalonien stattfand, ignorierte ein Teil der Mossos Anweisungen der spanischen Regierung.
Diese hatte schon vor dem Referendum tausende Polizisten der Nationalpolizei und der Guardia Civil nach Katalonien kommandiert, die dann die gerichtlich angeordneten Maßnahmen, teilweise mit Gewalt, gegen das Referendum durchsetzten.
Nach dem Referendum warf die Justiz Josep Lluís Trapero, Chef der Mossos, Passivität bei der Verhinderung des Referendums vor. Er wurde zunächst ohne Kaution wieder freigelassen.
Am Abend des 27. Oktober 2017 erklärte die spanische Regierung (Kabinett Rajoy II) die Absetzung Traperos im Rahmen der Entmachtung der katalanischen Regionalregierung. Der neue Chef der Mossos erklärte, er werde den Weisungen Madrids Folge leisten. Im Oktober 2020 wurde Trapero vom Vorwurf des „Ungehorsams“ und weiteren Anklagepunkten freigesprochen.
Als nach der Inhaftierung des Rappers Pablo Hasél im Februar 2021 meist junge Menschen demonstrierten, verlor in Barcelona eine Frau ein Auge durch den Einsatz von „Foam“-Geschossen.
Die Polizeiführung bedauert den Vorfall  und leitete eine Untersuchung ein.

## Spezielle Interventionsgruppe
Die Spezielle Interventionsgruppe GEI (katalanisch Grup Especial d'Intervenció) wurde 1984 in Zusammenarbeit mit dem deutschen Spezialeinsatzkommando GSG 9 und der spanischen Grupo Especial de Operaciones (GEO) gegründet. Aufgabe der GEI ist es, andere Polizeieinheiten bei Vorfällen, die aufgrund ihres Risikos oder ihrer Komplexität eine besondere Qualifikation benötigen, technisch und personell zu unterstützen. Die Gruppe bestand 2011 aus ca. 45 Polizeibeamten, die an zwölf verschiedenen Waffentypen ausgebildet wurden.
Sie wurde in Erwartung der Sicherheitsherausforderungen geheim gehalten, die mit der Abhaltung der Olympischen Spiele in  Barcelona im Jahr 1992 verbunden sein würden. Darüber hinaus war der zweite Grund für ihre Gründung die Übertragung der Befugnisse der Gefängnisse an die Generalitat de Catalunya, die eine Politik erforderlich machte, die in der Lage ist, mit Unruhen und / oder Geiselnahmen umzugehen.